# 同級生 (漫畫)
《同級生》（日語：同級生），日本漫畫家中村明日美子的BL漫画作品，2008年Drama CD化，2016年劇場版動畫公開放映。除本作外，還有衍生作品《卒業生》（卒業生 (そつぎょうせい)）、《空與原》（空と原 (そらとはら)）、《O.B.》、《blanc》。

## 登場人物
Drama CD與動畫的聲優是共通的。
草壁光（聲：神谷浩史）
自由奔放、神情慵懶的男性，金色自然捲的頭髮是最大特徵，有弓背的習慣，與佐条利人相遇在高中一年級，不經意的發現利人私下練習不擅長的合唱比賽為契機喜歡上對方進而交往，對原老有著情敵的敵意，音感很好，會彈吉他和作詞作曲，和利人約定20歲結婚，很受女性喜歡的類型，雖然在利人之前有許多異性交往經驗，不過初戀是利人，在20代歲初與利人舉辦了結婚儀式後同居，面對利人時容易害羞，本人表示對別人不會這樣。
佐条利人（聲：野島健兒）
高中考試時太過緊張失常而意外落榜到東高的資優生，成績優異，據本人所說念書是最大專長，父親及祖父皆京大畢業，高中畢業應屆考取京大藥學系，黑髮，戴著眼鏡，個性比較一板一眼，是天生的同性戀，剛入高中時對原學有好感，後來以練習合唱比賽為契機與光交往，因為自己的性向對於和光的交往前期有些小心翼翼，也容易有自卑的想法，和光約定20歲結婚，身上氣質容易吸引別人，本人卻不自知，對外人溫和有禮，但對光會直率的發脾氣，20歲初時與光舉辦了結婚儀式後同居。
原學（聲：石川英郎）
東府第一高等学校的男性教職員、音樂擔當。年齡在『同級生』時是35歲。
對佐条利人有好感，想著等他畢業卻被草壁光捷足先登因而受到不小打擊，對草壁相看兩相厭，天生的同性戀，應該是受歡迎的類型，情路卻一直不順，做事有自己的原則，空乃高中畢業後順利與之交往。
青砥空乃（聲：福山潤）
『空與原』時是15歲、東府第一高等学校一年級生。草壁跟佐条畢業後入學的新生。被國中好友開玩笑的甩掉後在尋歡作樂的場所邂逅原學，起初只覺得他有趣，後來在與原學的相處中喜歡上他，約定高中畢業後交往，手腳修長的帥哥，高中畢業後成為模特兒。
有坂悟志（聲：飛田展男）
中年的男性教職員、化學擔當。雖然是天生的同性戀但因為長輩壓力不得以與女性結婚生子，在妻子懷孕後離婚，有一個從未當面見過的女兒，過去曾是原學的高中教師，彼此有過好感，身為教師給過響許多未來發展建議，與響兩情相悅，經過一番波折後交往，喜歡吃甜食。
佐野響（聲：小野友樹）
外冷內熱的高大帥哥，在和有坂的相處中喜歡上他，告白後得到畢業後再交往的答覆，讀的科系是糕點烹飪，起因是想做給有坂老師吃。

## 出版書籍
- 同級生

| 冊數 | 茜新社        | 茜新社                 | 尖端出版社    | 尖端出版社           |
| 冊數 | 發售日期      | ISBN                   | 發售日期      | EAN                  |
| ---- | ------------- | ---------------------- | ------------- | -------------------- |
| 全   | 2008年2月15日 | ISBN 978-4-87-182968-7 | 2009年9月16日 | EAN 471-7702-22539-1 |

- 卒業生

| 冊數 | 茜新社        | 茜新社                 | 尖端出版社    | 尖端出版社           |
| 冊數 | 發售日期      | ISBN                   | 發售日期      | EAN                  |
| ---- | ------------- | ---------------------- | ------------- | -------------------- |
| 冬   | 2010年1月28日 | ISBN 978-4-86-349128-1 | 2011年3月14日 | EAN 471-7702-23791-2 |
| 春   | 2010年1月28日 | ISBN 978-4-86-349129-8 | 2011年3月14日 | EAN 471-7702-23792-9 |

- 空與原

| 冊數 | 茜新社        | 茜新社                 | 尖端出版社    | 尖端出版社           |
| 冊數 | 發售日期      | ISBN                   | 發售日期      | EAN                  |
| ---- | ------------- | ---------------------- | ------------- | -------------------- |
| 全   | 2012年5月19日 | ISBN 978-4-86-349292-9 | 2012年9月24日 | EAN 471-7702-25123-9 |

- O.B.

| 冊數 | 茜新社        | 茜新社                 | 尖端出版社    | 尖端出版社           |
| 冊數 | 發售日期      | ISBN                   | 發售日期      | EAN                  |
| ---- | ------------- | ---------------------- | ------------- | -------------------- |
| 1    | 2014年2月15日 | ISBN 978-4-09-183777-6 | 2015年2月11日 | EAN 471-7702-26502-1 |
| 2    | 2014年2月15日 | ISBN 978-4-86-349411-4 | 2015年2月11日 | EAN 471-7702-26505-2 |

- blanc

| 冊數 | 茜新社         | 茜新社                                                  | 尖端出版社     | 尖端出版社             |
| 冊數 | 發售日期       | ISBN                                                    | 發售日期       | EAN                    |
| ---- | -------------- | ------------------------------------------------------- | -------------- | ---------------------- |
| 1    | 2020年9月23日  | ISBN 978-4-86-349843-3 ISBN 978-4-86-349842-6（特裝版） | 2021年11月16日 | ISBN 978-626-316-140-5 |
| 2    | 2020年10月23日 | ISBN 978-4-86349-849-5                                  | 2021年11月16日 | ISBN 978-626-316-141-2 |

- Home

| 冊數 | 茜新社        | 茜新社                 | 尖端出版社     | 尖端出版社             |
| 冊數 | 發售日期      | ISBN                   | 發售日期       | EAN                    |
| ---- | ------------- | ---------------------- | -------------- | ---------------------- |
| 全   | 2022年10月4日 | ISBN 978-4-86349-918-8 | 2023年11月16日 | ISBN 978-6-26-377057-7 |

## Drama CD
- 『同級生』 2008年4月25日發售
- 『卒業生』 2010年4月2日發售
- 『空と原』 2012年10月26日發售
- 『O.B.』 2015年4月24日發售

## 動畫電影
於2016年2月20日上映的日本動畫電影。當時的宣傳標語為『まじめに、ゆっくり、恋をしよう。』。
2015年3月15日宣布改編動畫化的消息、並於同年4月20日發表電影上映日期和相關情報。
2016年5月25日發售Blu-ray＆DVD等影視產品。

### 聲優
- 佐条利人 - 野島健兒[5]
- 草壁光 - 神谷浩史[5]
- 原學 - 石川英郎[5]

### 製作團隊
- 原作 - 中村明日美子
- 導演 - 中村章子
- 人物設計・總作畫監督 - 林明美
- 分鏡、演出 - 中村章子、林明美
- 作畫監督 - 林明美、馬場充子、米山舞、植村淳、北田勝彥、小島大和
- 美術監督 - 中村千惠子
- 色彩設計 - 歌川律子
- 攝影監督 - 長瀬由起子
- CG監督 - 佐藤香織
- 編輯 - 西山茂
- 音樂 - 押尾光太郎
- 音響監督 - 藤田亞紀子
- 音響製作 - HALF H・P STUDIO
- 主要製作人 - 岩上敦宏、落越友則
- 製作人 - 山下花子
- 動畫製作人 - 福島祐一
- 動畫製作 - A-1 Pictures
- 製作 - Aniplex、A-1 Pictures
- 配給 - Aniplex

### 主題曲
「同級生」
作詞 - 尾崎雄貴 / 作曲 - 押尾光太郎 / 歌 - 押尾光太郎 with Yuuki Ozaki（from Galileo Galilei）

## 外部連結
- 劇場版動畫官方網站 （页面存档备份，存于）（日語）